# متحف لاركو
متحف لاركو (بالإسبانية: Museo Arqueológico Rafael Larco Herrera) هو متحف المملوك للقطاع الخاص من قبل الكولومبي الفن، وتقع في بويبلو يبر مقاطعة ليما، بيرو. يقع المتحف في القرن ال18 لمنصب نائب ملكي بناء بني على مدى ما قبل كولومبوس القرن 7- الهرم. وهو يعرض صالات العرض الزمني التي تقدم نظرة عامة شاملة من 4,000 سنة من التاريخ ما قبل كولومبوس في بيرو. ومن المعروف عن معرض لها من قبل الكولومبي الفخار المثيرة.

## نشأته
في عام 1925، استحوذ رافائيل لاركو هيريرا على مجموعة من المزهريات والقطع الأثرية الأخرى من ألفريدو هويل، الذي كان شقيقه في القانون. كان هناك ما يقرب من 600 قطعة من السيراميك في كل شيء. أشعل وصول هذه الكائنات الحماس جامع في ابنه، رافائيل لاركو هويل. بعد فترة وجيزة، ترك لاركو هيريرا ابنه المسؤول عن جمع واكتمال تلك القطع أول مجموعة من ما يمكن أن تصبح رافائيل متحف لاركو هيريرا.
وخلال ذلك العام نفسه، تلقت لاركو هويل بعض النصائح من عمه، فيكتور لاركو هيريرا، وهو مؤسس أول متحف في ليما. وحث لاركو هويل لتشكيل المتحف الجديد في ليما، واحد يمكن أن حراسة جميع الاثار الأثرية التي تم استخراج باستمرار من قبل حفارات السرية.
وافقت لاركو هويل مع عمه، وشرع في إنشاء متحف التي من شأنها أن تحمل على إرث والده. اشتريت لاركو هويل اثنين مجموعات كبيرة: 8,000 قطعة من روا و 6,000 قطعة من كارانزا. انه أيضا بشراء عدة مجموعات صغيرة في وادي تشيكاما، تروخيو، فيرو، وشيمبوتي. في غضون سنة، قد جمع نمت بشكل ملحوظ وتم تركيب عرض الحالات في منزل صغير على الحوزة Chiclín. في 28 يوليو 1926، يوم الاستقلال، افتتح المتحف أبوابه للجمهور.
متحف لاركو يضفي الآن بعض من مقتنياته لمتحف ابنة لها، ومتحف الفن Precolombino (متحف الفن ما قبل الكولومبي)، وتقع في كوسكو، بيرو.

## المعارض

### المعارض الدائمة
متحف لديها العديد من المعارض الدائمة. معرض الذهب والفضة يعرض أكبر مجموعة من المجوهرات التي يستخدمها كثير من الحكام ملحوظ من قبل الكولومبي بيرو. وهي تتألف من مجموعة من التيجان، والأقراط، والأنف الحلي والملابس والأقنعة والمزهريات، والذي يحدثه ناعما في الذهب ومزينة بالأحجار شبه الكريمة. الثقافات القديمة في بيرو تمثل حياتهم اليومية في السيراميك، وهذا المعرض يحمل أكبر مجموعة في العالم من السيراميك المثيرة.
ثقافات معرض يسلك 10,000 سنة من التاريخ ما قبل كولومبوس في بيرو. هذا المعرض القائم على التسلسل الزمني لزواره نظرة شاملة من الثقافات التي كانت موجودة في ما قبل كولومبوس بيرو من خلال فن الأصليين موجودة الذي نجا منذ القرن ال16 الغزو الاسباني. وتنقسم هذه القاعة إلى أربعة مجالات هي: الساحل الشمالي، مركز وجنوب والثقافات من المرتفعات. وقد أمر واجهات العرض وفقا لتسلسل الثقافي:
من الساحل الشمالي: Cupisnique ، Vicus ، Mochica و Chimu .
من سنترال كوست: ليما و Chancay و.
من الساحل الجنوبي: باراكاس، نازكا وتشينتشا.
من المرتفعات: تشافين، تياهواناكو، اري والإنكا.
وتشمل صالات أخرى في حجري، المدفن، السيراميك والمعادن والمنسوجات والتخزين التي الزائرين لديهم الفرصة لعرض مجموعة المتحف بأكمله من الأشياء الأثرية المصنفة.

## روابط خارجية
- عنوان للمتحف  نسخة محفوظة 5 يوليو 2007 على موقع واي باك مشين.
- عنوان لاكتروني للمتحف